# Aeroportul Majkin
Aeroportul Majkin (IATA: MJE) este un aeroport din Insulele Marshall ce deservește zona Namu Atoll⁠(d).
aeroportul dispune de o singură pistă.